# Marko Simić
Marko Simić (ur. 16 czerwca 1987 w Obrenovacu) – czarnogórski piłkarz występujący na pozycji obrońcy.